# Hollinndagain
Hollinndagain är Animal Collectives första livealbum, utgivet under gruppnamnet Avey Tare, Panda Bear and Geologist (pseudonymer för David Portner, Noah Lennox och Brian Weitz). Albumets tre första spår blev inspelade vid en radiostation och resterande låtar på deras livespelningar under 2001. Eftersom albumet nästan bara innehåller tidigare outgivna låtar ("Lablakely Dress" var med på Danse Manatee i en studioversion) brukar albumet räknas som gruppens tredje album.

## Låtlista
| 1. | I See You Pan   | 10:24 |
| 2. | Pride and Fight | 11:24 |

| 1. | Forest Gospel            | 4:23 |
| 2. | There's an Arrow         | 3:04 |
| 3. | Lablakely Dress          | 5:23 |
| 4. | Tell It to the Mountain  | 4:37 |
| 5. | Pumpkin Gets a Snakebite | 2:18 |